# 3096
2092 هي سنة قادمة في التقويم الميلادي ستكون سنة بسيطة تبدأ يوم الأربعاء وهي السنة 92 من الألفية الميلادية الثالثة وسنة من سنوات القرن الحادي والعشرين.